# Dronning Margrethes Gobeliner
Dronning Margrethes Gobeliner eller 17 gobeliner til Danmarks Dronning er 17 vævede gobeliner, der er ophængt i Riddersalen på Christiansborg Slot. Gobelinerne, der er tegnet af kunstneren Bjørn Nørgaard med motiver fra Danmarks historie, er vævet på det franske gobelinvæveri Manufactures nationales des Gobelins et de Beauvais i Paris. Gobelinerne var en gave fra en række danske erhvervsvirksomher, private fonde og erhvervsorganisationer til Dronning Margrethe i anledning af dronningens 50 års fødselsdag i 1990.

## Baggrund
Da opførelsen af det tredje og nuværende Christiansborg Slot i 1926 nærmede sig sin afslutning, manglede der penge til færdiggørelsen af det sidste men også største rum: Riddersalen. Der skulle spares, og Riddersalens vægge blev udsmykket med en række gobeliner, der hidtil havde hængt i Riddersalen på Rosenborg Slot. Gobelinerne var vævet 1684-93 til Rosenborg med motiver fra Skånske Krig. I 1917 var tapeterne blevet taget ned, da de var i meget dårlig forfatning. De blev istandsat og hængt op i den nyindrettede Riddersal på Christiansborg Slot i 1927.
Riddersalen på Rosenborg var herefter berøvet sin vigtigste udsmykning. I 1988 opstod imidlertid ideen til at udføre en ny kunstnerisk udsmykning til Riddersalen på Christiansborg, der skulle gøre det muligt at føre de gamle gobeliner tilbage til Rosenborg. Bjørn Nørgaard blev valgt som kunstneren bag den nye gobelinserie, og en række danske erhvervsvirksomher, private fonde og erhvervsorganisationer skænkede penge til projektet som en fødselsdagsgave til Dronningens 50-års fødselsdag i 1990..

## Gobelinernes tilblivelse
Gobelinerne blev vævet hos det franske gobelinvæveri Manufactures nationales des Gobelines et de Beauvais i perioden 1989-99 på baggrund af Bjørn Nørgaards omfattende skitser og kartoner i naturlig størrelse. Kunstneren Bjørn Nørgaard er kendt for at udtrykke sig i tilknytning til det offentlige rum, ligesom han er kendt for at arbejde med mange materialer og teknikker samt inddrage andre fagfolk i processerne, men hans arbejde med Dronningens gobeliner var hans første anvendelse af tekstiler og vævning.
10 oktober 1989 begyndte arbejdet på den første gobelin, Reformationen. Vævearbejdet blev fordelt mellem de to manufakturer les Gobelins, der væver på opretstående væve (9 gobeliner), og Beauvais, der væver på vandretliggende væve (8 gobeliner). De enkelte gobeliner blev vævet efterhånden som Bjørn Nørgaard færdiggjorde de forskellige skitser. I alt arbejdede godt tres vævere med at fremstille gobelinerne.
Den sidste af gobelinerne, Yngre Glücksborgere, blev klippet af væven af Kronprins Frederik den 17. maj 1999. Christiansborgs Riddersal blev istandsat i vinteren 1999-2000, og Bjørn Nørgaards gobeliner blev herefter hængt op, så de kunne indvies ved dronningens 60-års fødselsdag i 2000. 
Ved indvielsen af gobelinerne den 12. april 2000 overdrog Dronningen ejendomsretten til de 17 gobeliner til staten ud fra ønsket om, at de skal tilhøre hele den danske nation.

## Gobelinerne
De 17 gobeliner er tilpasset væggenes størrelse i riddersalen på Christiansborg og gobelinerne skildrer Danmarkshistorien med verdenshistoriske udblik gennem 1000 år fra vikingetiden til nutiden. Gobelinerne dækker i alt ca. 300m², og vævearbejdet anslås til at udgøre i alt ca. 300 arbejdsår (1 gobelinvæver kan blot væve ca 1m² på et år). 

## Skitserne
Kunstmuseet Køge Skitsesamling erhvervede efterfølgende Bjørn Nørgaards omfattende skitsetegninger og de store kartoner i naturlig størrelse, og materialet kan ses i varieret omfang på skiftende udstillinger i museet.

## Eksterne links
- Gobeliner til Danmarks Dronning Arkiveret 25. oktober 2014 hos  Wayback Machine – interaktiv side fra Bjørn Nørgaards officielle website med oversigt over gobelinernes placering i Riddersalen og billeder af gobelinerne i forskellig størrelse]
- Kongehusets side om gobelinerne Arkiveret 16. januar 2009 hos  Wayback Machine
- Slots- og Ejendomsstyrelsens side om gobelinerne Arkiveret 27. august 2011 hos  Wayback Machine